# Muntanyes d'Oaș

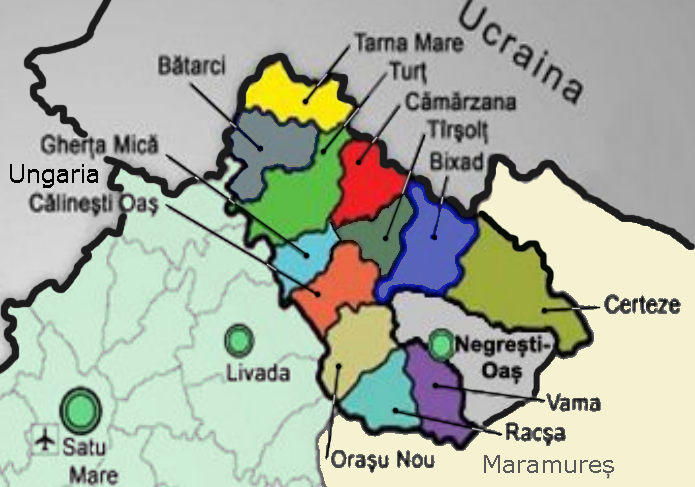
País d'Oaș a Romania

Les muntanyes d'Oaș (en romanès: Munţii Oașului, hongarès: Avas-hegység, ucraïnès: Гори Оаш) són una petita serralada volcànica dins de l'àrea de Vihorlat-Gutin dels Carpats orientals interiors. Les muntanyes se centren a la secció nord del País d'Oaș, abastant la zona fronterera entre el comtat de Satu Mare a Romania i l'oblast de Transcarpàcia a Ucraïna. Són una extensió de les muntanyes de Gutin.
La seva muntanya més alta és el Pic Piatra Vâscului, que arriba als 917 metres.

## Vegeu també

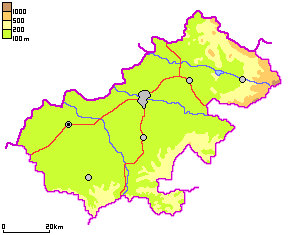
Comtat de Satu Mare a Romania, amb les muntanyes Oaș i les muntanyes Gutin situades a les fronteres nord i est